# Dominique Dawes
Dominique Margaux Dawes (* 20. November 1976 in Silver Spring) ist eine ehemalige US-amerikanische Kunstturnerin.

## Karriere
Dawes begann im Alter von sechs Jahren mit dem Turnsport und wurde Anfang der 1990er-Jahre in der US-Nationalmannschaft aktiv. Bei den Olympischen Spielen 1992 in Barcelona gewann sie mit dem US-Team die Bronzemedaille im Mannschaftsmehrkampf.
Bei den Weltmeisterschaften 1993 holte sie jeweils Silber am Schwebebalken und am Stufenbarren. 1994 folgte Silber mit dem Team im Mannschaftsmehrkampf. Zwei Jahre später, bei den Weltmeisterschaften 1996, gewann sie Bronze am Schwebebalken.
Bei den Olympischen Spielen 1996 in Atlanta wurde Dawes mit der US-Mannschaft Olympiasiegerin. Zudem gewann sie Bronze am Boden und erreichte zwei weitere Einzelfinals: Platz vier am Stufenbarren und Platz sechs im Sprung. Bei den Olympischen Spielen 2000 in Sydney belegte das US-Team zunächst den vierten Platz. 2010 wurde der chinesischen Mannschaft wegen des Einsatzes einer unteralterigen Turnerin die Bronzemedaille aberkannt, sodass das US-Team nachträglich auf Platz drei rückte.
Zwischen 1991 und 1996 errang Dawes insgesamt 15 US-amerikanische Meistertitel.
Nach ihrer aktiven Karriere war sie unter anderem als Schauspielerin und Model tätig – etwa am Broadway sowie in Musikvideos von Prince und Missy Elliott. 2002 schloss sie ein Studium an der University of Maryland, College Park ab. Von 2004 bis 2005 war sie Präsidentin der Women’s Sports Foundation.
Sie wurde 1998 als Mitglied der Olympiamannschaft von 1996 in die US Gymnastics Hall of Fame aufgenommen, 2008 folgte die Aufnahme in die United States Olympic & Paralympic Hall of Fame und 2009 in die International Gymnastics Hall of Fame.